# ون زلدرهید
ون زلدرهید (به هلندی: Ven-Zelderheide) یک روستا در هلند است که در لیمبورخ (هلند) واقع شده‌است.

## نگارخانه

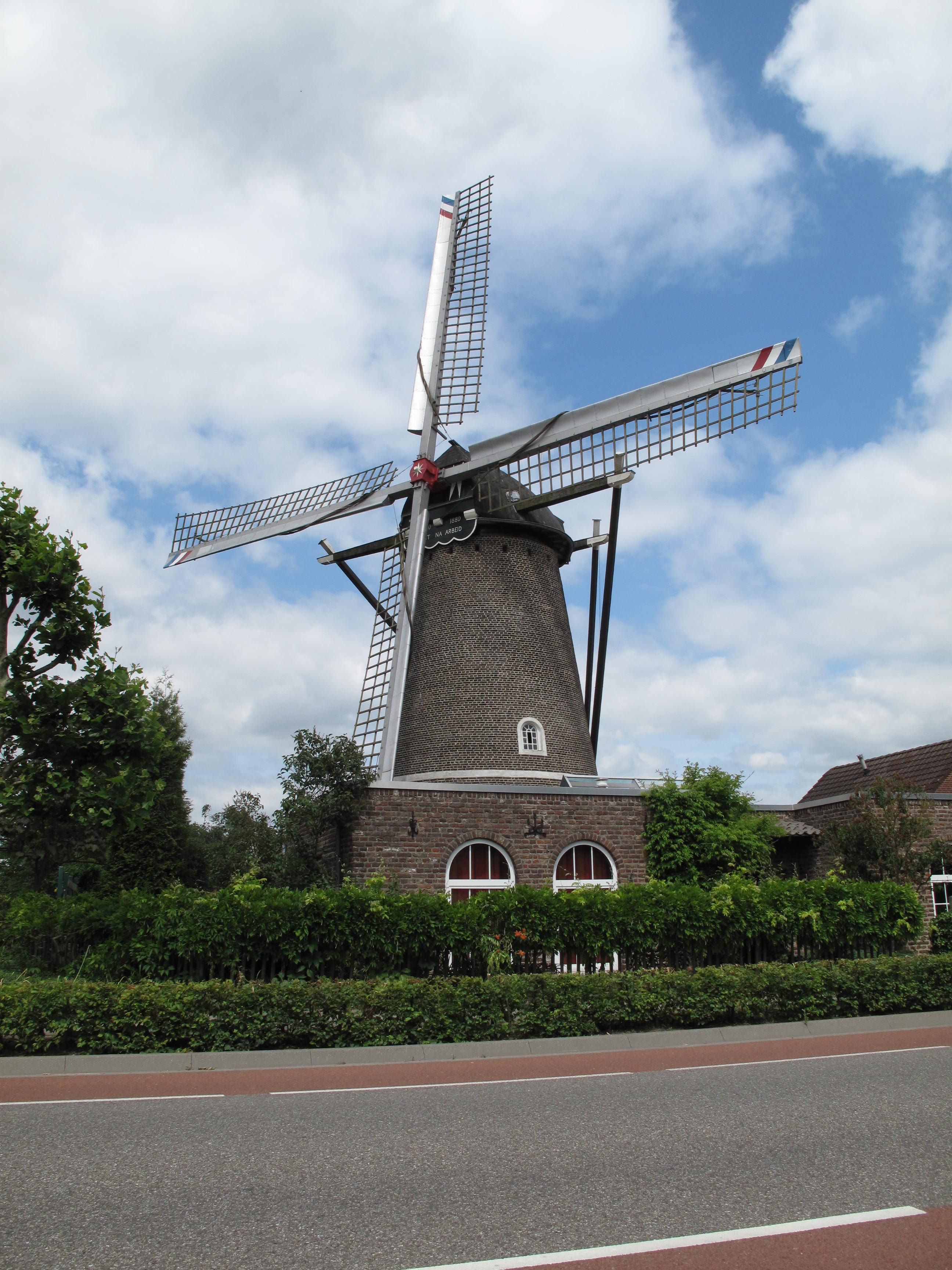